# 浦市镇
浦市镇，是中华人民共和国湖南省湘西土家族苗族自治州泸溪县下辖的一个乡镇级行政单位。主城区濒临沅江。浦市镇历史悠久，其古建筑群是全國重點文物保護單位。

## 行政区划
浦市镇下辖以下地区：
十字街社区、太平街社区、新建街社区、印家桥社区、城乡村、黄家桥村、浦溪村、长坪村、高桥村、青草村、银井冲村、新堡村、都歧村、田家溪村、高山坪村、岩头山村、鱼坪村、中塘村、岩门溪村、五果溜村、毛家滩村、麻溪口村、黑竹坳村、李家田村、毛茂田村、马王溪村、麻垅村和庄尚村。

## 旅游景点
浦市镇濒临沅江，明清时代为重要河港，极盛时期，浦市镇被誉为“小南京”，镇上一度有有3条主街、45条巷弄、内有6座古戏楼、23座货运码头、72座寺庙道观。会馆、堂坊、商行等一共206座古建筑。
其中比较著名的景点有观澜书院、吉家大院、李家私塾、万寿宫等古建筑。
浦市鎮古建築群於2019年10月列入第八批全國重點文物保護單位。